# Maria Bellonci
Maria Bellonci nata  Maria Villavecchia (Roma, 30 novembre 1902 – Roma, 13 maggio 1986) è stata una scrittrice, traduttrice e biografa italiana, ideatrice insieme a Guido Alberti del Premio Strega.

## Biografia
Primogenita di Gerolamo Vittorio Villavecchia, professore di chimica discendente da una famiglia aristocratica piemontese, e dell'umbra Felicita Bellucci, si sposò l'11 agosto 1928 con Goffredo Bellonci, prendendone il cognome e firmando così tutte le sue opere. Il suo esordio di scrittrice avvenne nel 1939 con la nota psicobiografia Lucrezia Borgia, edita in lingua italiana da Arnoldo Mondadori Editore ed in lingua inglese da Phoenix.
Scrisse libri di argomento storico, innanzitutto basati su una ricca e minuziosa ricerca, attraverso la consultazione dei documenti originali esistenti, a partire dai quali era abilissima nel ricostruire un ritratto vivido e credibile dei personaggi storici descritti. La sua opera acquistò così un preziosissimo valore divulgativo, portando al grande pubblico una versione umana e storicamente documentata, scevra delle numerose leggende accumulatesi nei secoli, di personaggi lontani nel tempo ma molto affascinanti, come i Borgia, gli Este, i Gonzaga, i Della Rovere, oppure Marco Polo, che fu anche oggetto di uno sceneggiato televisivo Rai curato da lei stessa.  Dal suo romanzo Segreti dei Gonzaga e dal racconto Delitto di Stato contenuto in Tu vipera gentile è stata tratta nel 1982 la miniserie televisiva Delitto di stato, diretta da Gianfranco De Bosio.
Fu all'interno del suo salotto letterario, denominato gli "Amici della domenica", che nacque il Premio Strega, la cui genesi fu rievocata dalla Bellonci in Come un racconto. Gli anni del premio Strega (1970). Nel 1979 ricevette il Premio San Gerolamo. Nel 1986, anno della sua scomparsa, lei stessa vinse il Premio Strega con Rinascimento privato (Mondadori), biografia di Isabella d'Este, scritta in forma di romanzo autobiografico. L'opera viene considerata il suo capolavoro.

## Opere

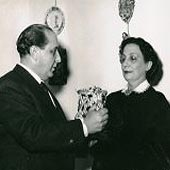
Maria Bellonci col marito Goffredo.

- Lucrezia Borgia. La sua vita e i suoi tempi, Milano, A. Mondadori, 1939. Premio Viareggio ex aequo[3]
- Segreti dei Gonzaga, Milano, A. Mondadori, 1947. Menzione d'onore al Premio Viareggio [3]
- Milano Viscontea, Torino, Edizioni Radio Italiana, 1956.
- Pubblici segreti, Milano, A. Mondadori, 1965.
- Come un racconto. Gli anni del Premio Strega, Milano, Club degli Editori, 1969.
- Tu vipera gentile. Delitto di stato, Soccorso a Dorotea, Tu vipera gentile, Milano, A. Mondadori, 1972.
- Marco Polo, Torino, ERI, 1982.
- Rinascimento privato, Milano, A. Mondadori, 1985.
- Io e il Premio Strega, Milano, A. Mondadori, 1987, ISBN 88-04-30197-X.
- Segni sul muro, Milano, A. Mondadori, 1988, ISBN 88-04-31881-3.
- Pubblici segreti n. 2, Milano, A. Mondadori, 1989, ISBN 88-04-33086-4.
- Il Premio Strega, Milano, A. Mondadori, 1995, ISBN 88-04-40540-6.
- Mantegna, Skira, Milano 2003.
- Una intervista impossibile, con videocassetta, Milano, Mondadori, 2003, ISBN 978-88-045-1836-5.
- Teatro segreto, Collana Bianore n.1, Tre Lune, 2006, ISBN 978-88-898-3211-0.

### Raccolte
- Opere, Vol. I, Introduzione di Ernesto Ferrero, a cura di Gabriella Leto, Collana I Meridiani, Milano, Arnoldo Mondadori Editore, 1994, ISBN 978-88-043-9109-8.
- Opere, Vol. II, Introduzione di Massimo Onofri, saggio di Valeria Della Valle, a cura di Gabriella Leto, Note di E. Ferrero, Collana I Meridiani, Milano, Mondadori, 1997, ISBN 978-88-044-2263-1.
- Gente in castello, a cura di Anna Maria Rimoaldi, Introduzione di Alessandro Barbero, Collana Scrittori italiani, Milano, Mondadori, 2007, ISBN 978-88-045-7410-1. - Mondadori Scuola, 2007, ISBN 978-88-247-2709-9. [antologia di brani tratti da varie opere]
- Pubblici segreti, Introduzione di Stefano Petrocchi, Collana Oscar Moderni. Baobab, Milano, Mondadori, 2023, ISBN 978-88-047-5433-6. [contiene i due volumi del 1965 e 1989]

### Traduzioni
- Stendhal, Vanina Vanini e altre Cronache italiane (contiene: La duchessa di Paliano, Vittoria Accoramboni, I Cenci, San Francesco a Ripa, Vanina Vanini), Milano, Mondadori, 1961  [Ed. Documento, Roma, 1944].
- Émile Zola, Nana, Firenze, Sansoni, 1965. - Gherardo Casini Editore, 1965; BUR, Rizzoli, Milano, 1981.
- Alexandre Dumas, La signora delle camelie, 1970.
- Alexandre Dumas, I tre moschettieri, Firenze, Giunti, 1977. - Milano-Firenze, Bompiani, 2018.
- Marco Polo, Il Milione, Roma, ERI, 1982. - Collana Oscar Classici, Milano, Mondadori, 1990-2021.
- Jules Verne, Viaggio al centro della terra, Firenze, Giunti, 1983.

## Nella cultura di massa
- Nel film di Dino Risi I mostri, nell'episodio La musa, un Vittorio Gassman in abiti femminili interpreta la presidentessa di un premio letterario, parodia di Maria Bellonci e del premio Strega.